# مانت رویال (پاروزن عقب کشتی)
مانت رویال (پاروزن عقب کشتی) (به انگلیسی: Mount Royal (sternwheeler)) یک کشتی بود که طول آن ۱۳۸ فوت (۴۲٫۱ متر) بود. این کشتی در سال ۱۹۰۲ ساخته شد.